# آجي فريس
آجي فريس (بالدنماركية: Aage Friis)‏ هو مؤرخ وأستاذ جامعي دنماركي، ولد في 16 أغسطس 1870 في كورسور ‏ في الدنمارك، وتوفي في 5 أكتوبر 1949 في هليرب ‏ في الدنمارك.